# Urbs
Pour le dessinateur, voir Rodolphe Urbs (dessinateur).
Le terme urbs (urbs, urbis, féminin) est un mot latin qui désigne une ville dans la Rome antique, tandis que le mot grec polis désigne quant à lui une cité dans la Grèce antique, c'est-à-dire la ville et le territoire qui lui est associé. Lorsqu'il est employé avec une majuscule, l'Urbs désigne alors « la ville d'entre toutes les villes », Rome.

## Ville de Rome
L'Urbs, jusque vers 350, est la partie de la ville délimitée par l'enceinte sacrée, le pomerium. Cet espace est celui des décisions politiques, le siège du gouvernement et le centre de spiritualité de l'Empire romain. Au-delà de l'Urbs, donc du pomerium, se trouvent les continentia, les faubourgs, nommés aussi suburbia, ainsi que les nécropoles.

## Nom commun
Urbs était le nom donné plus spécifiquement aux villes ouvertes, agglomérations d'habitants se livrant à l'agriculture, au commerce ou à l'industrie. Ultérieurement, on les entoura quelquefois de fortifications, mais l'habitude leur fit conserver leur dénomination primitive. C'est ainsi que l'expression urbs finit par s'appliquer aussi par extension à des villes fortifiées.
Toutefois le vrai nom latin de ces dernières était oppidum, dont la racine opes veut dire richesse, ressources, car les Romains y renfermaient leurs biens les plus précieux, leurs magasins de vivres et d'armes. Ces urbs oppidum étaient, comme les camps, construits généralement sur des plateaux élevés d'un accès difficile, ou alors dans des marais ou des iles, dont les eaux servaient directement d'enceinte et s'ajoutaient aux moyens de défense.